# Barbapapa autour du monde
Pour les articles homonymes, voir Barbapapa (homonymie).
Barbapapa Barbapapa en famille
Barbapapa autour du monde (バーバパパ世界をまわる, Barbapapa sekai o mawaru) est une série d'animation japonaise en 50 épisodes de 5 minutes basée sur la série de livres Barbapapa et diffusée du 5 avril au 8 octobre 1999 sur NHK.
En France, la série a été diffusée à partir du 6 octobre 2001 sur Télétoon et rediffusée à partir du 5 septembre 2005 sur Piwi. Elle reste inédite dans les autres pays francophones.
Elle fait suite aux deux séries d'animation diffusées entre 1974 et 1977.

## Synopsis
Cette série met en scène les aventures de Barbapapa, Barbamama et leurs sept enfants (Barbalala, Barbibul, Barbabelle, Barbidou, Barbotine, Barbouille et Barbidur). Ils découvrent les plantes, les oiseaux, les reptiles et les mammifères dans leur habitat naturel à travers les continents. Les Barbapapa jouent et s'amusent avec des animaux rares qu'ils sauvent parfois de situations périlleuses en traversant les Andes, la Chine ou bien encore les îles Galápagos...

## Fiche technique
- Titre original : Barbapapa sekai o mawaru
- Titre français : Barbapapa autour du monde
- Création : Annette Tison et Talus Taylor
- Réalisation : Seitarō Hara
- Scénario : Osamu Nakamura
- Direction artistique : Yūji Ikeda
- Conception des personnages : Tsuguyuki Kubo
- Décors : Sawako Takagi, Mio Isshiki, Norihiko Yokomatsu
- Animation : Shūichi Seki, Yoshiyuki Kishi, Hideo Kawauchi, Masao Takeda, Michishiro Yamada, Issei Takematsu, Saburō Takada, Hirohide Shikishima, Minoru Kibata
- Musique : Ken'Ichi Kamio
- Production : Michihiro Tomii, Yoshimasa Mizuho, Osakatsu Saitō
- Sociétés de production : Studio Pierrot, Kōdansha
- Société de distribution :
- Pays d'origine :  Japon
- Langue originale : japonais
- Format : couleur - 16/9 - son stéréo
- Nombre d'épisodes : 50 (1 saison)
- Durée : 5 minutes
- Dates de première diffusion :
  - Japon : 5 avril 1999 (NHK)
  - France : 6 octobre 2001 (Télétoon)

## Distribution

### Voix originales
- Chafūrin : Barbapapa[2]
- Keiko Han : Barbamama
- Yumi Takada (en) : Barbabelle
- Yōko Matsuoka (en) : Barbidou
- Megumi Toyoguchi : Barbalala
- Akemi Shinohara : Barbotine
- Motoko Kumai (en) : Barbidur
- Masako Ikeda (en) : la narratrice
- Mami Sekiya : interprète du générique[1]

### Voix françaises
Mathieu Moreau : Barbapapa
Marie Gaian : Barbamama
Martine Torchet : Barbabelle
Guillaume Devoy : Barbidou
Sophie Larcette : Barbalala
Nathalie Radier : Barbotine
Jérôme Darbain : Barbidur
Mariline Gourdon : la narratrice
??? : interprète du générique

## Épisodes
1. A la ferme (Pays natal)
2. La Forêt tempérée
3. Le Départ
4. Les oiseaux de paradis (Nouvelle-Guinée)
5. Les tortues
6. Les cactus (Andes)
7. Les lamas
8. L'ourse noire
9. Les rhinocéros (Sumatra)
10. Les orangs-outangs
11. Les kangourous (Australie)
12. Les koalas
13. Le Feu de forêt
14. Le Glacier (Himalaya)
15. L'Avalanche
16. Le Requin (Bornéo)
17. La Mangrove
18. Le Python
19. Le Tigre (Inde)
20. La Mousson
21. Le Jaguar (Amazonie)
22. Le Singe-araignée
23. L'Amazonie
24. Le Panda géant (Chine)
25. La Toison d'or
26. L'Élan (Europe du Nord)
27. Les castors
28. Halloween
29. L'Ours polaire (Arctique)
30. Les morses
31. Les lions (Savane)
32. Les gnous
33. Les girafes
34. La Tornade (Amérique du Nord)
35. Les bisons
36. Les pionniers (Ouest américain)
37. Le grizzly
38. Les loutres
39. La Mer rouge (Mer Rouge)
40. Le Poisson-scorpion
41. Les éléphants (Afrique)
42. Les hippopotames
43. Les moustiques
44. Le Baobab (Madagascar)
45. L'Aye-aye
46. Les dragons (Îles Galapagos)
47. Les baleines
48. Les tortues géantes
49. Les manchots (Antarctique)
50. Le Calamar géant

L'ordre des 20 pays visités est aléatoire et des incohérences dans la continuité sont observées dans la version française. Par exemple, lorsqu'ils décident de partir en voyage après avoir observé les animaux dans la forêt près de leur maison sans succès, 01 Home Town, se retrouvant alors au milieu du deuxième DVD.
Chaque sujet est traité durant environ 5 minutes, la durée des épisodes dépend donc du nombre de sujets traités, deux ou trois.

## Produits dérivés

### DVD
Une première édition DVD sort le 8 août 2001 chez TF1 Vidéo (ASIN B00005MEM3). Elle comporte trois coffrets comprenant les trois premières séries, respectivement intitulées :
- La Naissance des Barbapapa (première série, vol. 1 à 3)
- Les Aventures des Barbapapa (deuxième série, vol. 4 à 6)
- Le Tour du monde des Barbapapa (troisième série, vol. 7 à 9)

Les trois coffrets ressortent le 6 avril 2006. Ils ne portent plus de numéro mais le nom d'un Barbapapa :
- La Naissance des Barbapapa
  - Barbapapa (épisodes 1 à 15)
  - Barbibul (épisodes 16 à 30)
  - Barbotine (épisodes 31 à 45)
- Les Aventures des Barbapapa
  - Barbouille (épisodes 1 à 16)
  - Barbalala (épisodes 17 à 32)
  - Barbidou (épisodes 33 à 48)
- Le Tour du monde des Barbapapa
  - Barbabelle (épisodes 1 à 17)
  - Barbidur (épisodes 18 à 33)
  - Barbamama (épisodes 34 à 50)

Les trois coffrets sont enfin regroupés dans un coffret unique de 9 DVD intitulé La Famille Barbapapa, l'intégrale sorti en 2008 chez TFOU Vidéo.